# Brachyolene albostictica
Brachyolene albostictica är en skalbaggsart som beskrevs av Stefan von Breuning 1948. Brachyolene albostictica ingår i släktet Brachyolene och familjen långhorningar.
Artens utbredningsområde är Gabon. Inga underarter finns listade.